# Sforza degli Oddi
Sforza degli Oddi (Perugia, 1540 – Parma, 30 de diciembre de 1611) fue un dramaturgo y jurista italiano.

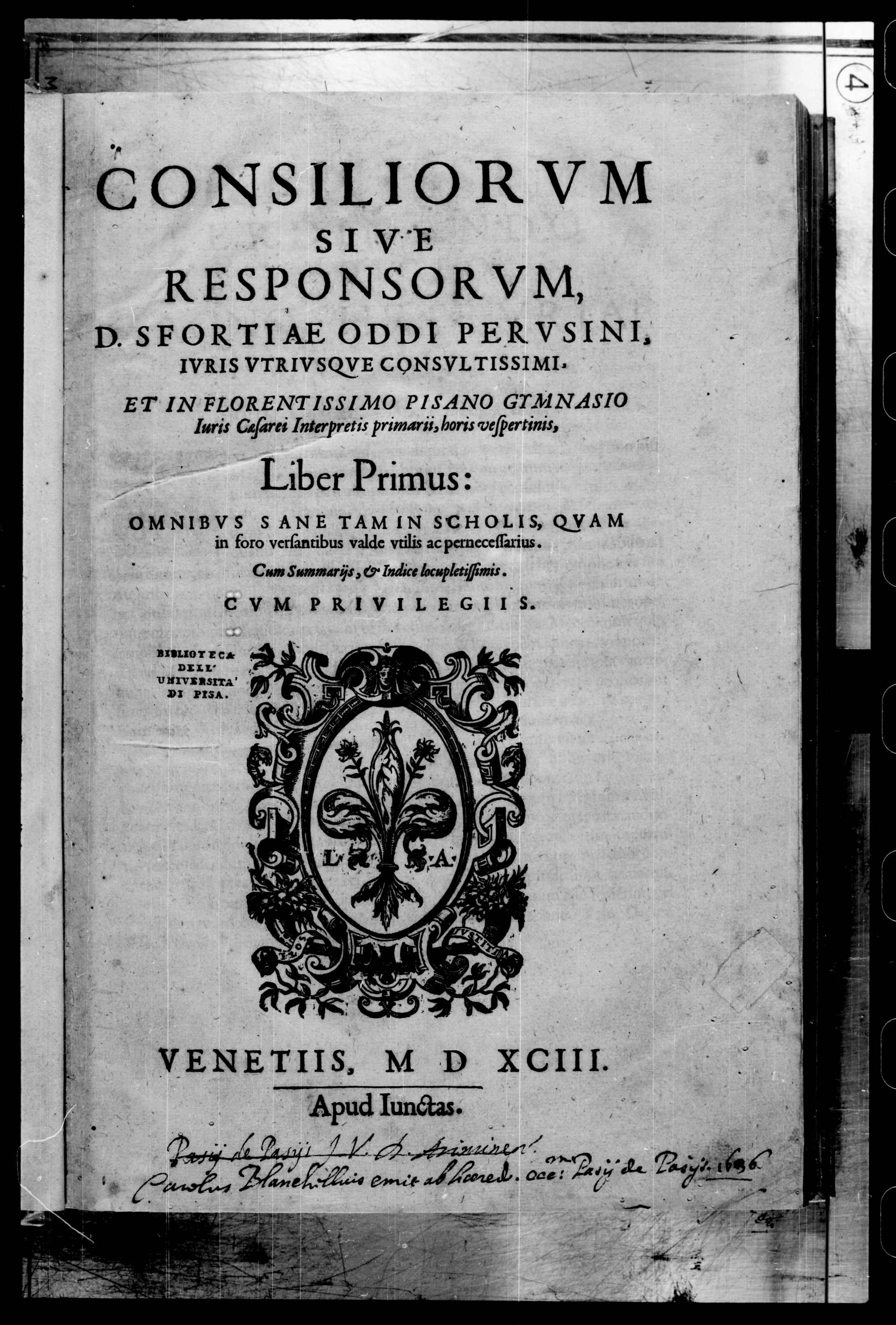
Consilia, 1593

## Biografía
Miembro de la Accademia degli Insensati (Academia de los insensatos) de Perugia, donde era conocido como el sobrenombre de Forsennato o "Loco" (la costumbre académica exigía dar un alias a sus propios miembros), en 1569 obtuvo la cátedra de jurisprudencia en la Universidad de Perugia. Pero luego marchó a enseñar a Macerata (1583), Pisa (1590), Pavía (1592), de nuevo Perugia (1598), Padua (1599) y por último (1600) se estableció en Parma, donde fue nombrado consejero del duque y lector primero de su Universidad. A su muerte en 1611, Marcus Antonius Salvuccius pronunció una Oratio in funere Sfortiae Oddi (Perusiae, 1612).
En sus primeros años compuso tres piezas dramáticas en prosa: Erofilomachia, 1572; I morti vivi, 1576; La prigione d'amore, 1580. Estas obras, que debían a la comedia latina su estructura y caracterización de personajes, asimilaron sin embargo la intriga típica de las comedias del siglo XVI y el sentido de lo patético y dramático, por lo general más adecuados para un teatro moderno. El resultado fue así la conjunción de moralidad y sentimentalismo hasta el punto de que abate Bernardino Pino de Cagli añadió a una edición posterior de su Erofilomachia un discurso laudatorio. Como jurista escribió plúmbeas compilaciones jurídicas: Compendiosae substitutionis Tractatus (1571), Consiliorum... (1593), De fidei commissis (posterior a 1622), etc.

## Obras

### Teatro
- L'Erofilomachia, overo il duello d'amore, & d'amicitia, 1572.
- I morti vivi, 1576.
- La prigione d'amore, 1580.

### Jurisprudencia
- Compendiosae substitutionis Tractatus (1571)
- De restitutione in integrum tractatus (1584)
- Consilia (en latín). Venezia: Lucantonio Giunta. 1593.
- Tractatus de substitutionibus..., Francofurti: e Collegio Musarum Paltheniano, 1600.
- De fideicommissis per alienationis prohibitionem inducendis, ac rescindendis per divisionem (1622)